# علاء مبارک
علاء مبارک (عربی: علاء مبارك؛ زادهٔ ۲۶ نوامبر ۱۹۶۰) کارآفرین، و تاجر اهل مصر است. در سال ۲۰۱۱ او به همراه پدر و برادرش دستگیر شد و در سال ۲۰۱۵ آزاد شد. نام او در اسناد پاناما نیز آمده‌است.